# Lamourouxia gracilis
Lamourouxia gracilis là loài thực vật có hoa thuộc họ Cỏ chổi. Loài này được B.L. Rob. & Greenm. mô tả khoa học đầu tiên năm 1895.